# Argelès-sur-Mer
Argelès-sur-Mer (katalanisch Argelers de la Marenda oder kurz Argelers) ist eine französische Stadt mit 10.779 Einwohnern (Stand 1. Januar 2022) im Département Pyrénées-Orientales in der Region Okzitanien.

## Geografie

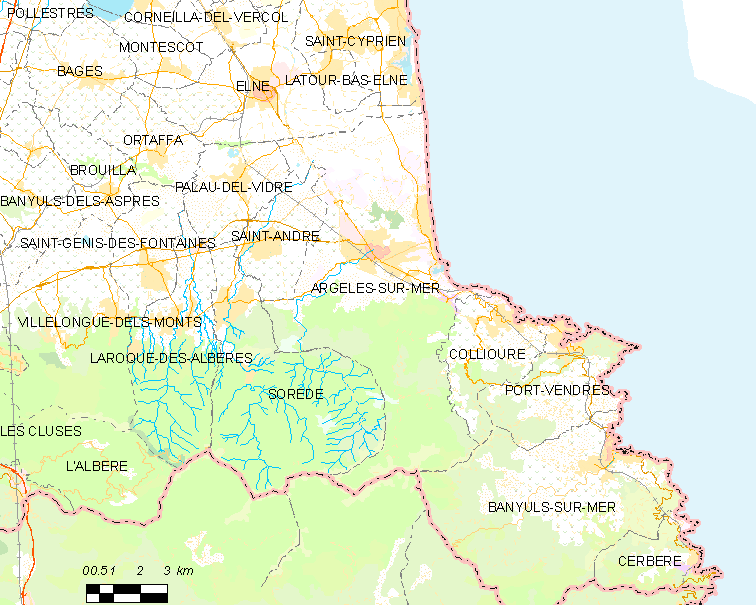
Karte von Argelès-sur-Mer

Die Stadt liegt am Mittelmeer am nördlichen Ende der Côte Vermeille am Fuß des Massif des Albères, etwa 25 Kilometer nordwestlich der spanischen Grenze bei Cerbère. Die nächstgelegene Großstadt ist die etwa 23 Kilometer nordwestlich gelegene Stadt Perpignan mit ca. 120.000 Einwohnern; sehenswert sind auch der Ort und die Kathedrale von Elne (neun Kilometer nordwestlich). Die Stadt hat mit dem Stadtteil Argelès-Plage einen über sieben Kilometer langen Anteil an den flachen Sandstränden der Küste des Roussillons und mit dem Stadtteil Le Racou jenseits des Hafens, wo die Albères an die Küste treten, an den Felsbuchten der Côte Vermeille, die auf der spanischen Seite Costa Brava („Wilde Küste“) heißt.

## Bevölkerungsentwicklung
| Jahr      | 1800 | 1851 | 1901 | 1954 | 1999 | 2013 | 2021  |
| --------- | ---- | ---- | ---- | ---- | ---- | ---- | ----- |
| Einwohner | 1064 | 2325 | 3358 | 2907 | 9069 | 9914 | 10792 |

Bei der ersten Volkszählung in Frankreich im Jahre 1793 war Argelès ein größeres Fischerdorf und hatte 847 Einwohner. Von der Mitte des 19. bis zur Mitte des 20. Jahrhunderts blieb die Bevölkerungszahl in etwa stabil bei 2500 bis 3500 Personen. Nach der Mitte des 20. Jahrhunderts wurden mehrere umliegende Dörfer eingemeindet.

## Wirtschaft
Zu den wichtigsten Einnahmequellen der Stadt und der Region zählen – außer dem traditionellen Obst- und Weinbau mit der Spezialität Muscat – der Tourismus, der auch den Charakter des Ortes prägt und in den vergangenen Jahrzehnten für Arbeitsplätze und in der Folge für ein anhaltendes Bevölkerungswachstum gesorgt hat.

## Geschichte

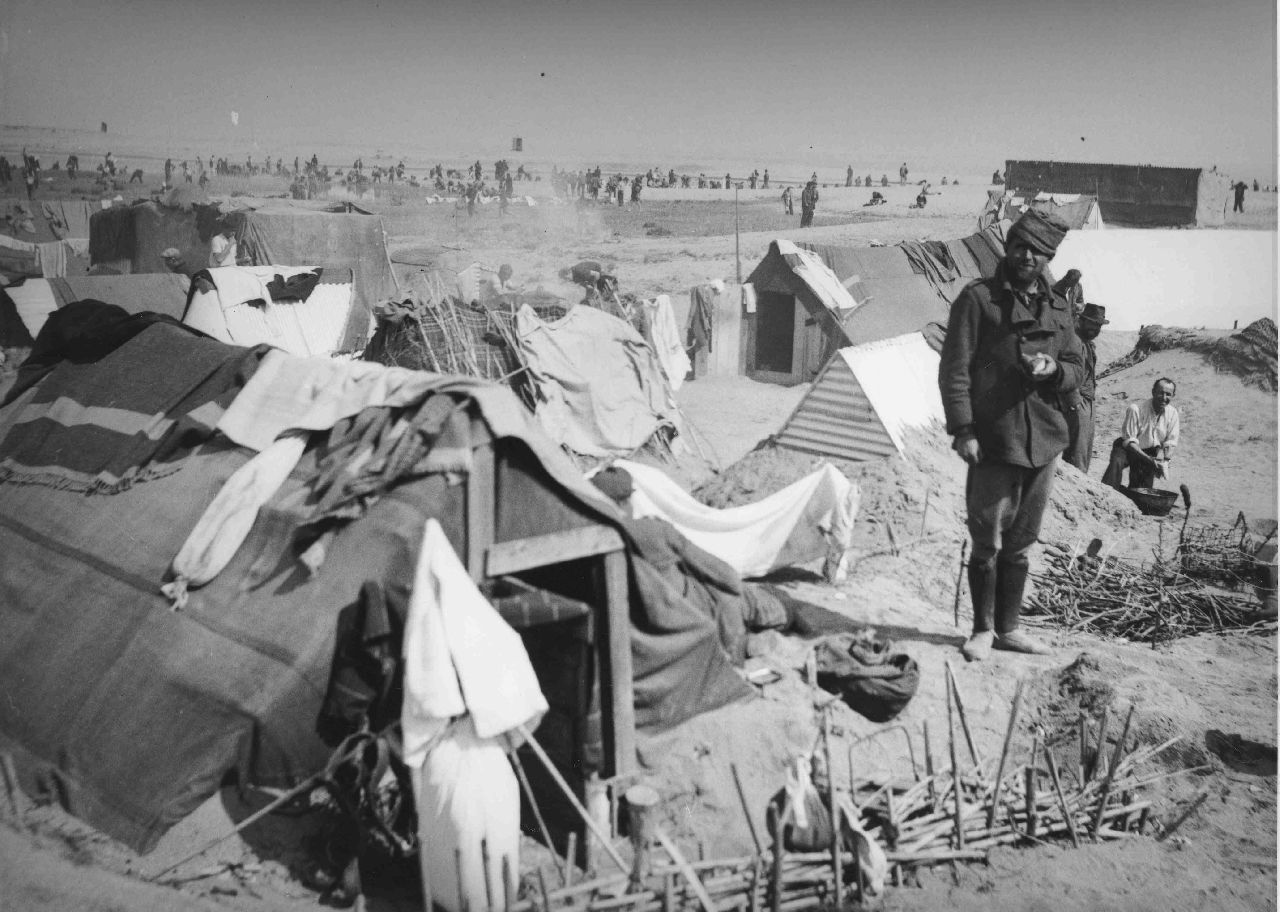
Behelfsunterkünfte im Internierungslager Argelès-sur-Mer.

Argelès hat Teil an der bis weit in die Vorzeit zurückverfolgbaren Siedlungsgeschichte des Mittelmeerraumes. Auf dem Stadtgebiet finden sich jungsteinzeitliche Dolmen und eine bronzezeitliche Fundstätte. Urkundlich wird der Ort erstmals im Jahr 879 als Villa de Argilariis erwähnt.
Mit dem Roussillon durchlebten Stadt und Umland als Teil von Katalonien bis zum Pyrenäenfrieden (1659) eine wechselvolle Geschichte zwischen Spanien und Frankreich.
Im ausgehenden 19. Jahrhundert zur Zeit der Belle Époque wurden im Stadtteil Argelès-Plage erste Villen errichtet und ein Strandleben etabliert. Jugendstilvillen verschiedener Architekten an der Strandpromenade zeugen noch heute von dieser glanzvollen Zeit.
Gegen Ende des Spanischen Bürgerkriegs erreichte die Stadt eine zweifelhafte Bekanntheit, weil die französische Regierung 1939 dort (wie in anderen Küstenstädten des Roussillon, u. a. Agde und Saint-Cyprien (Pyrénées-Orientales)) für mehrere zehntausend Flüchtlinge und ehemalige Interbrigadisten am Strand von Argelès das Internierungslager Argelès-sur-Mer (französisch Camp de Concentration) errichtete. Zum Gedenken an die Leiden der dort Festgehaltenen wurde nach dem Zweiten Weltkrieg ein Mahnmal errichtet.
Nachdem sich die Stadt 2002 mit 7 weiteren Gemeinden des Kantons zur Communauté de communes des Albères mit etwa 25.000 Einwohnern zusammengeschlossen hatte, fusionierte diese am 1. Januar 2007 mit der benachbarten Communauté de communes de la Côte Vermeille zu einem neuen, größeren Gemeindeverband, der den Namen Communauté de communes des Albères et de la Côte Vermeille trägt.

## Sehenswürdigkeiten

### Kirche Saint-Laurent-du-Mont
Die Kirche ist als Monument historique anerkannt.

### Sonstige

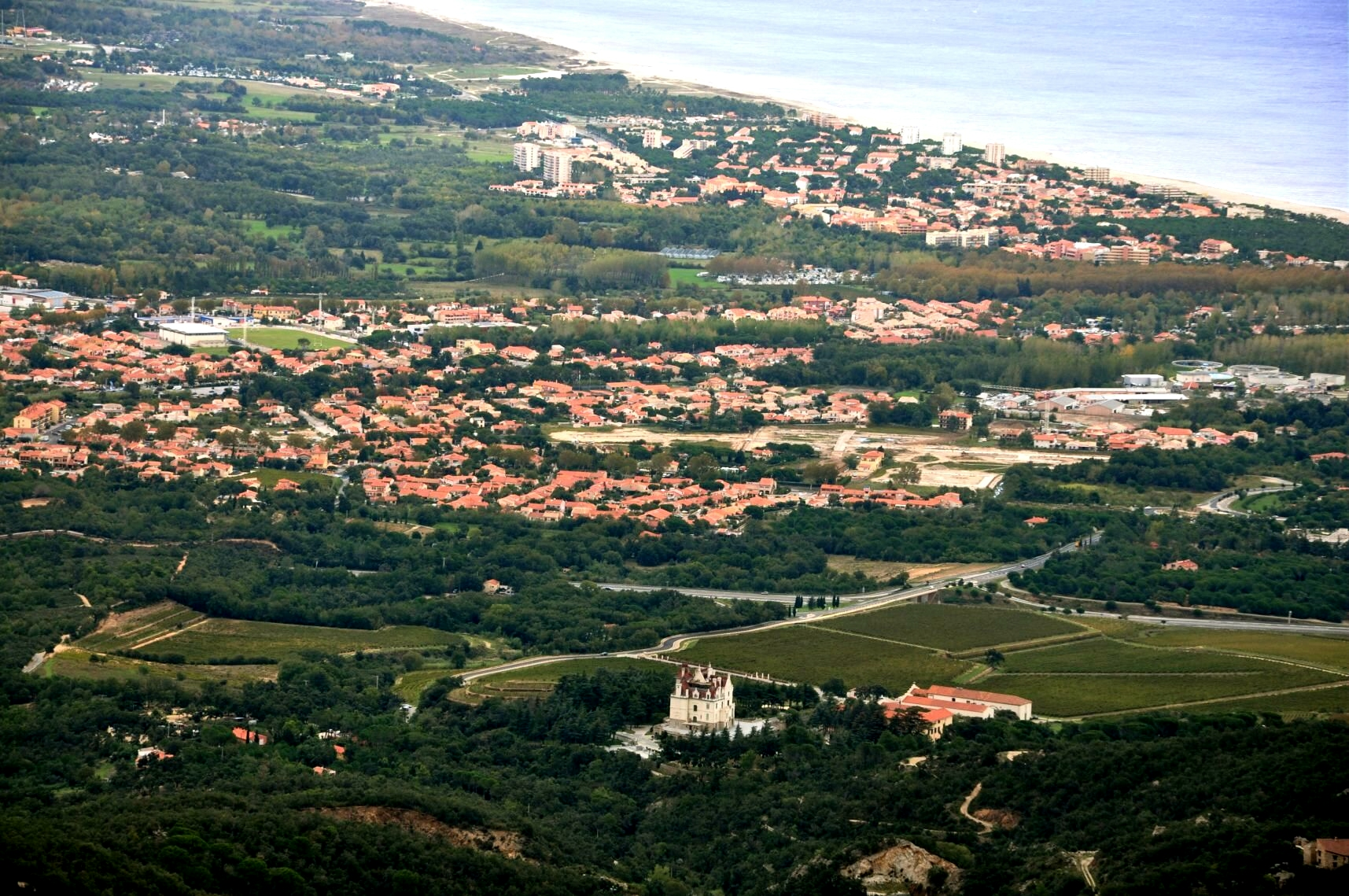
Argelès-sur-Mer mit Château Valmy im Vordergrund (vom Tour de la Massane aus gesehen)

- Kirche Notre-Dame del Prat – Monument historique[4] – ist in ihrer heutigen Gestalt ein Bau aus dem 15. Jahrhundert; ein Vorgängerbau stand hier jedoch schon im Jahre 920. Interessant ist der in romanischen Stilformen erbaute Glockenturm.
- Burg Château de Pujols (11. Jh.) – Monument historique[5] – der mächtige Wohnturm (donjon) steht etwa 1 km nördlich von Argelès. Unweit des Turmes befindet sich ein restaurierter gedeckter Brunnenschacht.
- Château de Valmy – der in den Jahren 1888 bis 1890 erbaute Herrensitz steht etwa 3 km südlich von Argelès im Wald von Valmy (Forêt de Valmy); es war die Villa eines reichen Zigarettenfabrikanten.
- Tour de la Massane – der in seinem unteren Bereich geböschte mittelalterliche Wachturm (13. Jh.) steht auf einer Bergspitze oberhalb des Waldes von Valmy in 793 Metern Höhe und ist nur im Rahmen einer etwa dreistündigen Wanderung zu erreichen.

Neben den bereits genannten Kirchen stehen in der näheren Umgebung von Argelès weitere romanische Kapellen, über deren Zweck (Einsiedelei, Prioratskirche, Pfarrkirche, Wallfahrtskapelle etc.) nur spekuliert werden kann:
- Saint-Ferréol-de-la-Pave – Monument historique[6] – (ca. 5 km westlich): Präromanischer Bau (10. Jh.) mit hufeisenförmiger Apsis
- Taxo d’Avall, mittelalterliche Burgruine (11. Jh.) mit einer seltenen zweischiffigen Kirche – Monument historique[7] – (ca. 5 km nordwestlich)
- Notre-Dame-de-Vie: Romanische Kapelle (11. Jh.) mit Klausnerwohnung. Nahebei: Kapelle Saint-Jérôme

Auch die Freunde der Megalithkultur kommen in den Bergen der Albères auf ihre Kosten – insgesamt hat man 12 Dolmen gezählt; zwei davon befinden sich nicht weit voneinander entfernt im Wald von Valmy (ca. 5 km südlich):
- Dolmen Cova de l’Alarb – Monument historique[8]
- Collets de Collioure – Monument historique[9] – Dolmen mit fehlender Deckplatte

Das Museum Casa de les Albères liegt im Ortszentrum und zeigt Exponate zur Stadtgeschichte und zu den Umständen und Gerätschaften des Lebens im 19. Jahrhundert und früher.

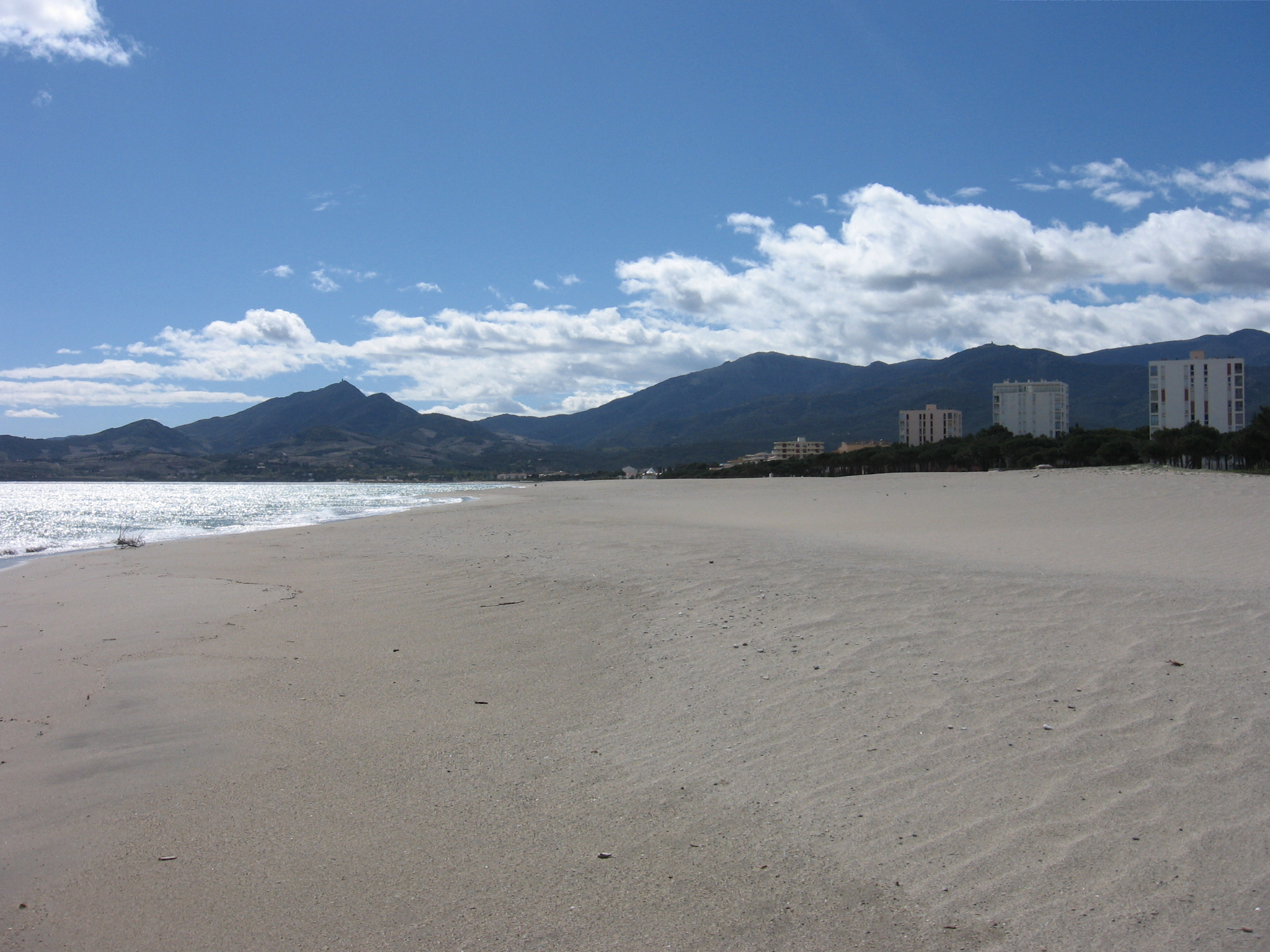
Strand
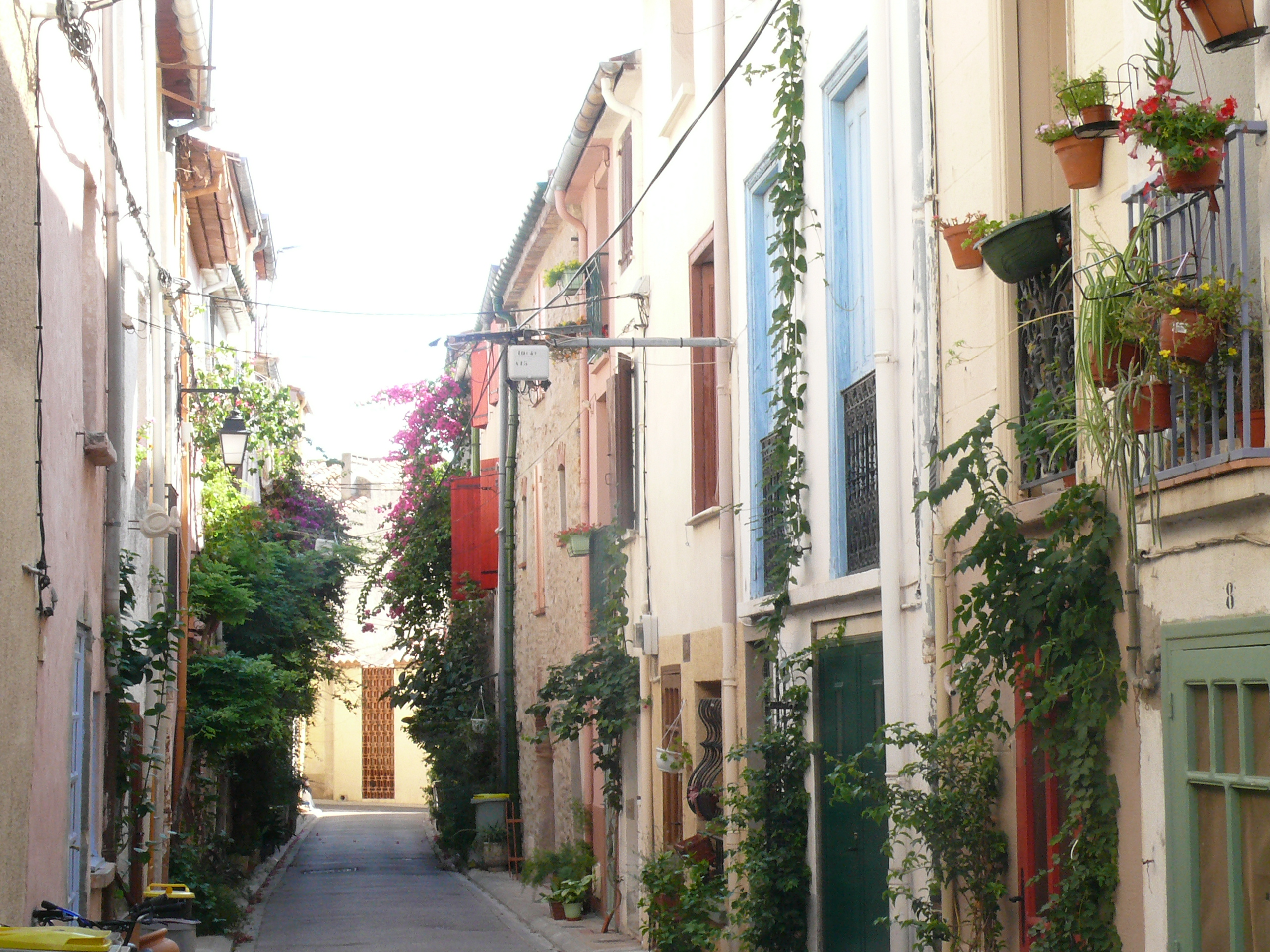
Altstadtstraße
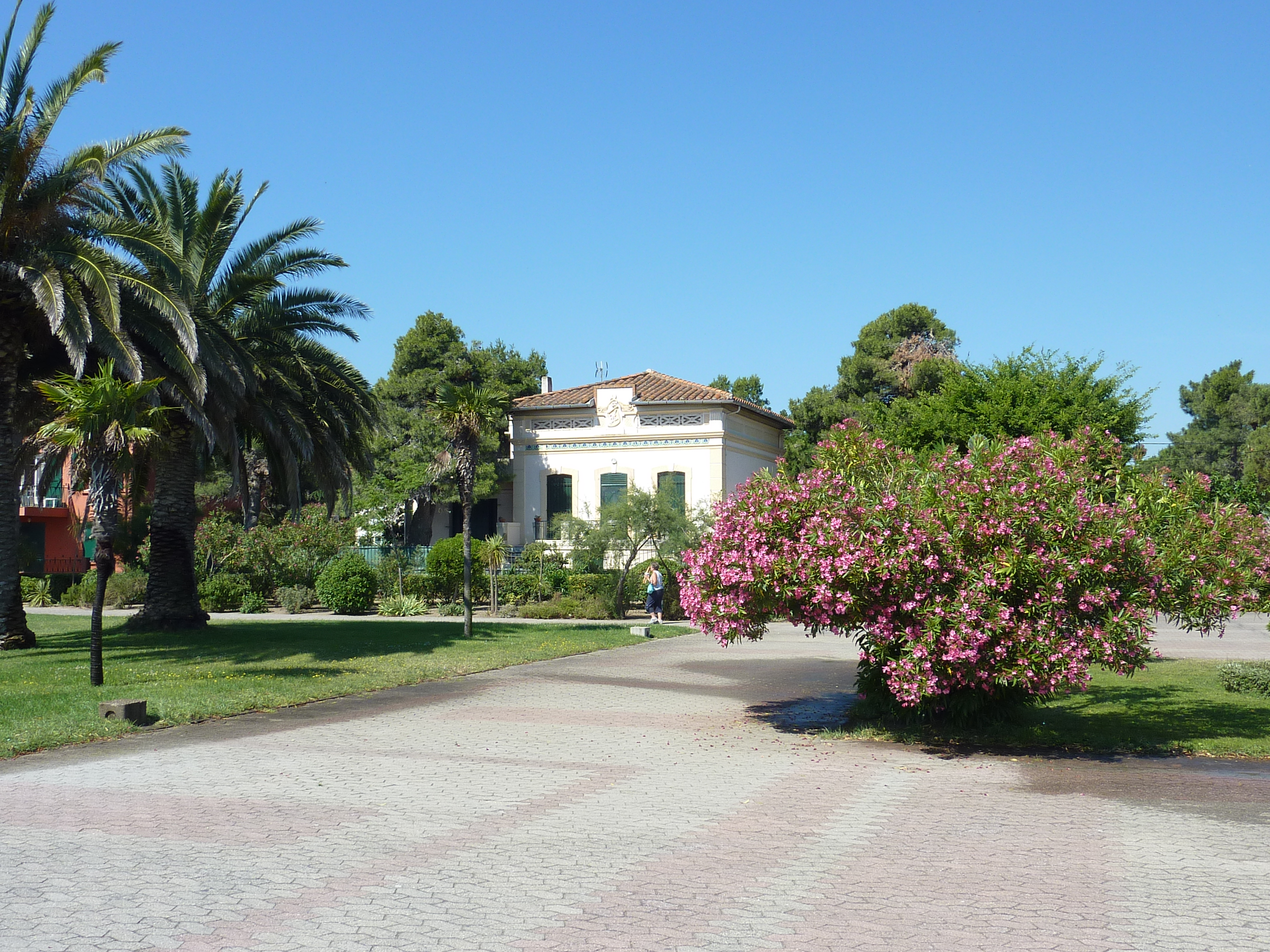
Villa
Jugendstilvilla an der Strandpromenade von Argelès-Plage
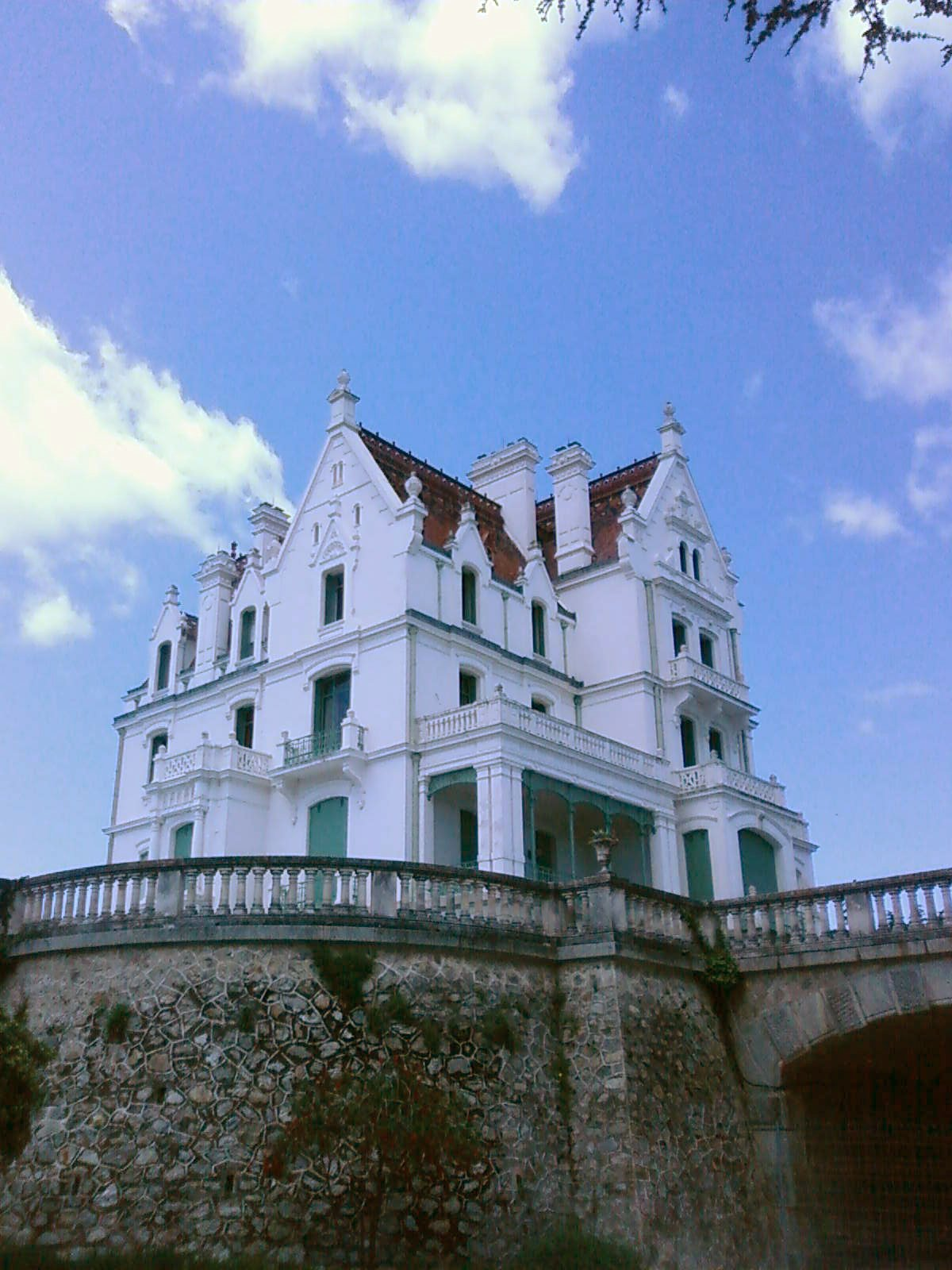
Château de Valmy
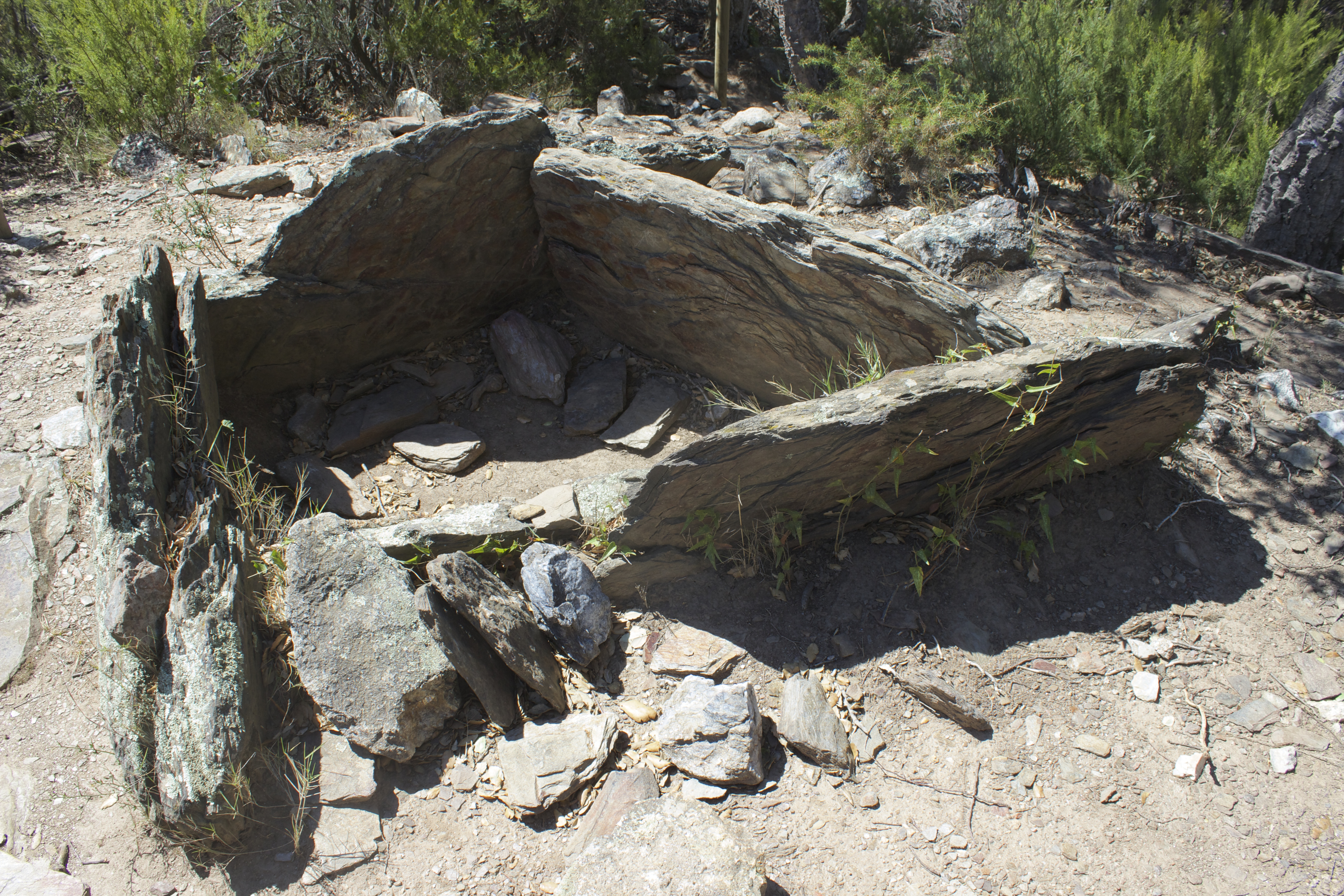
Dolmen des collets de Cotlliure
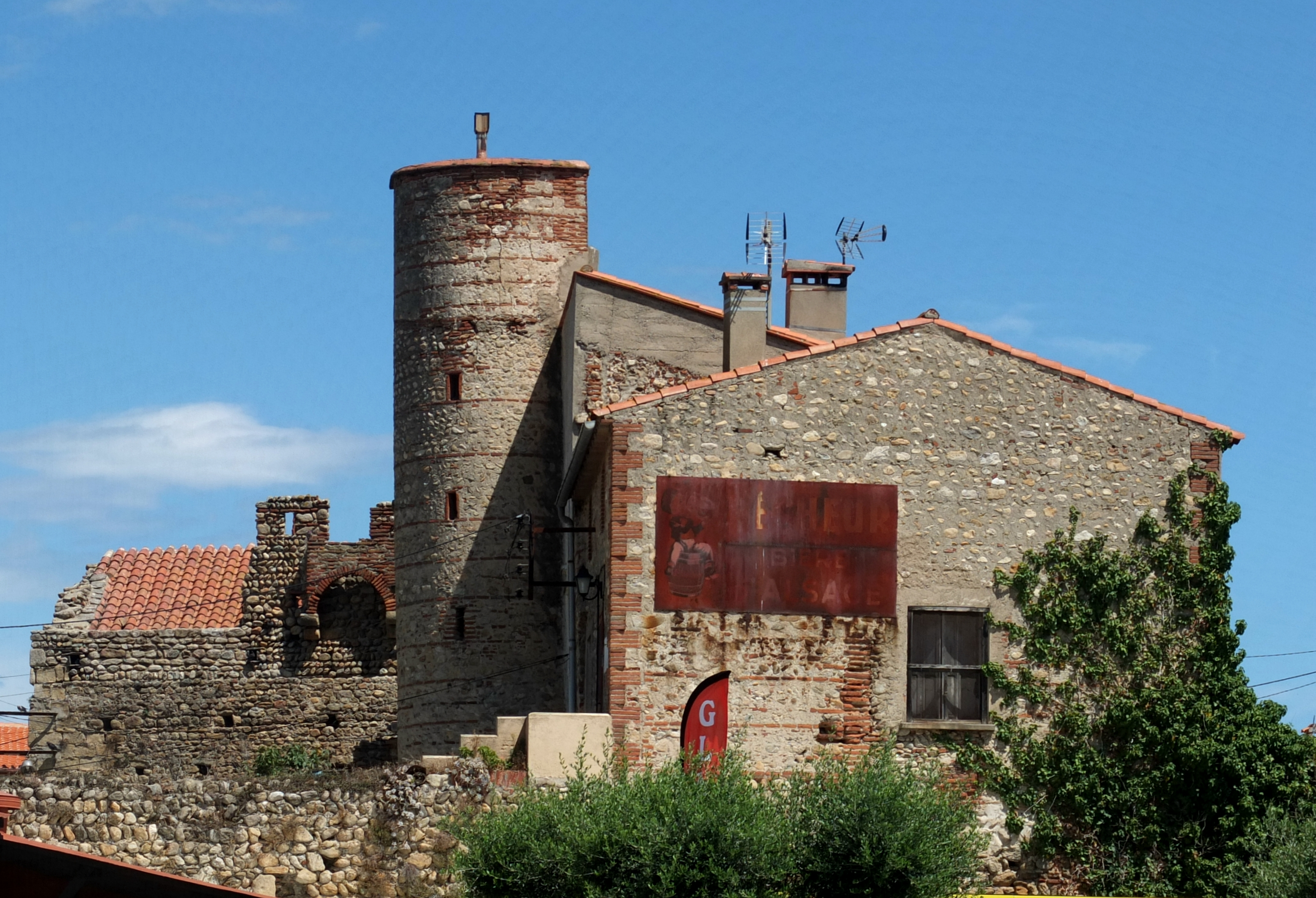
Taxo d’Avall
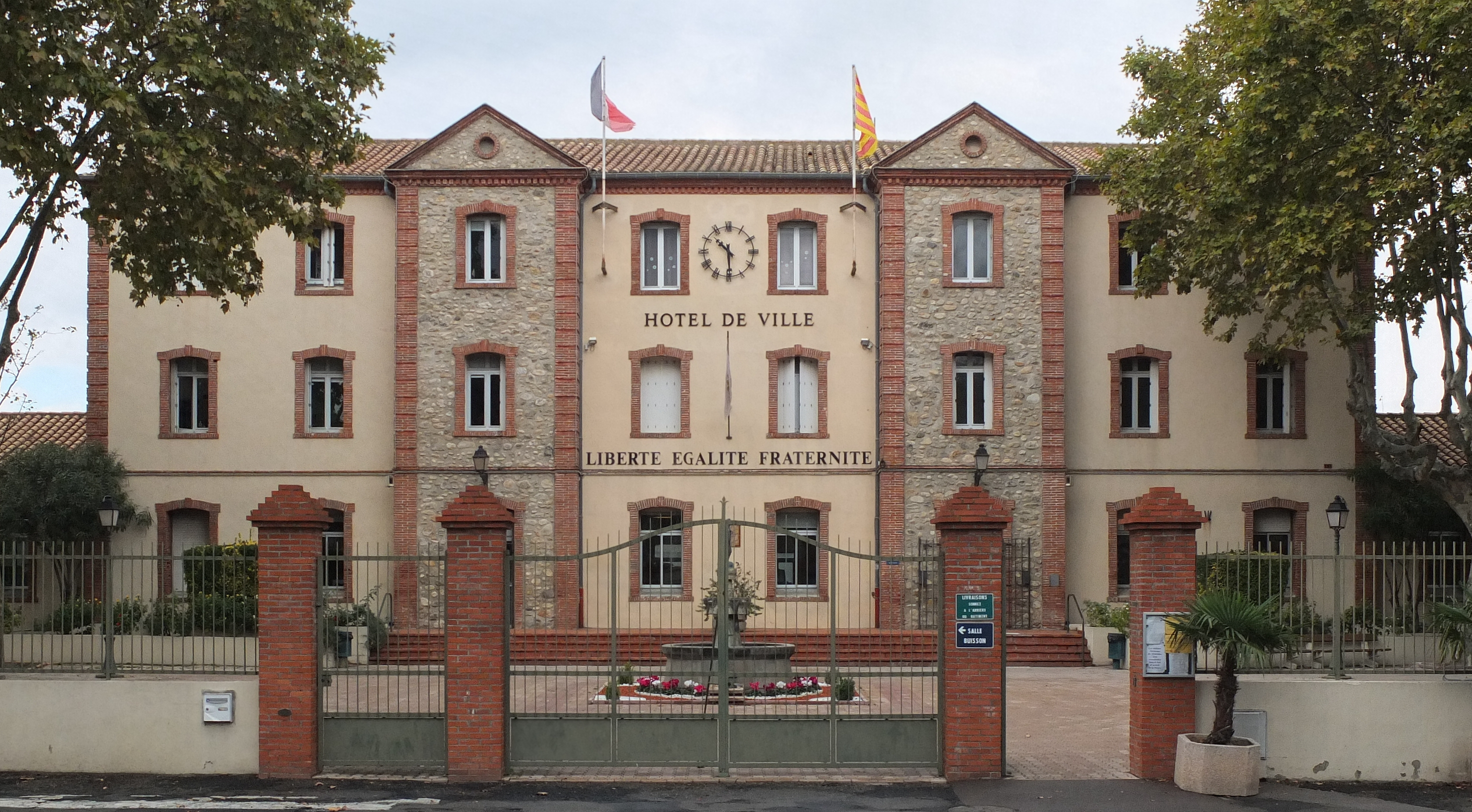
Rathaus (Hôtel de ville)
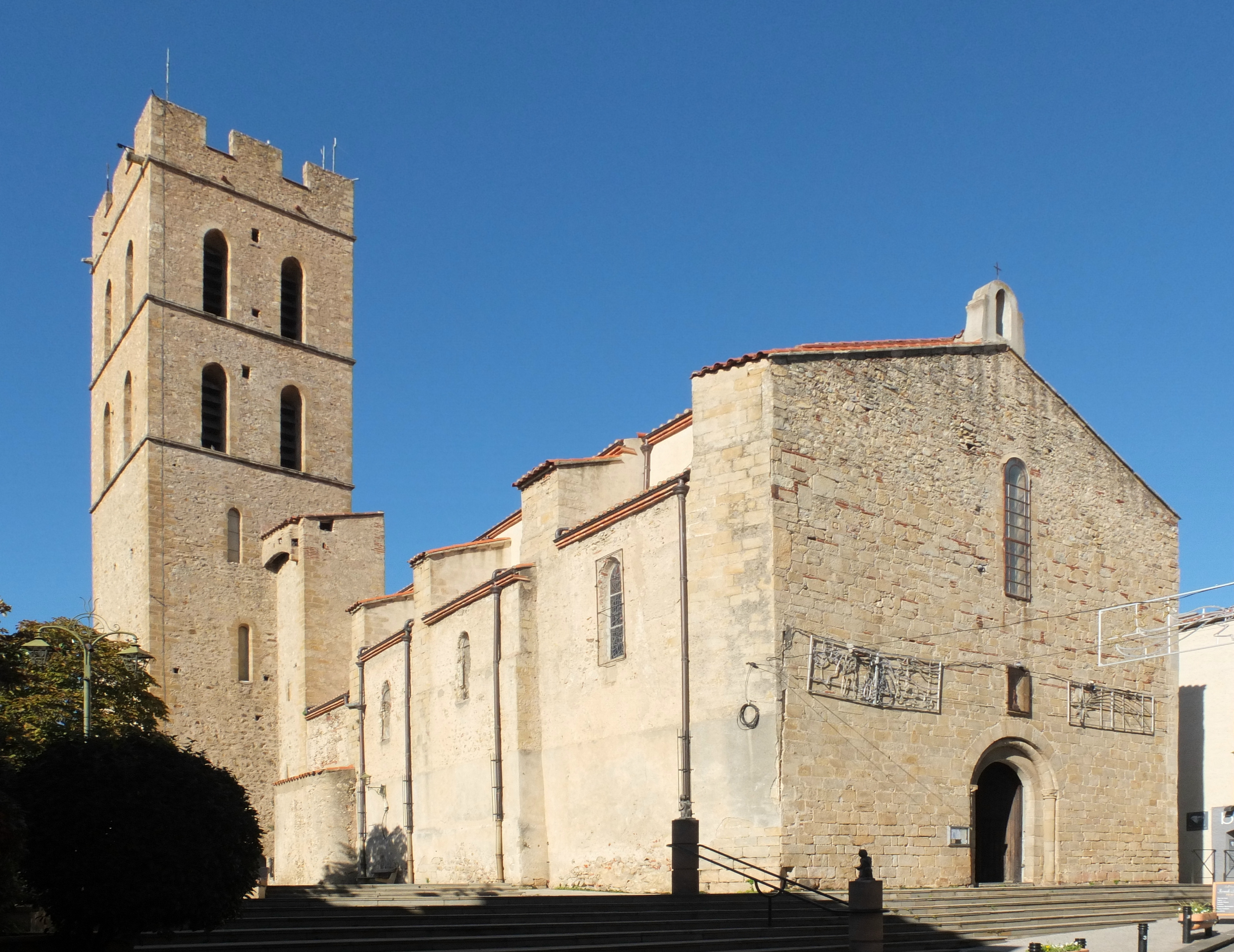
Notre-Dame del Prat
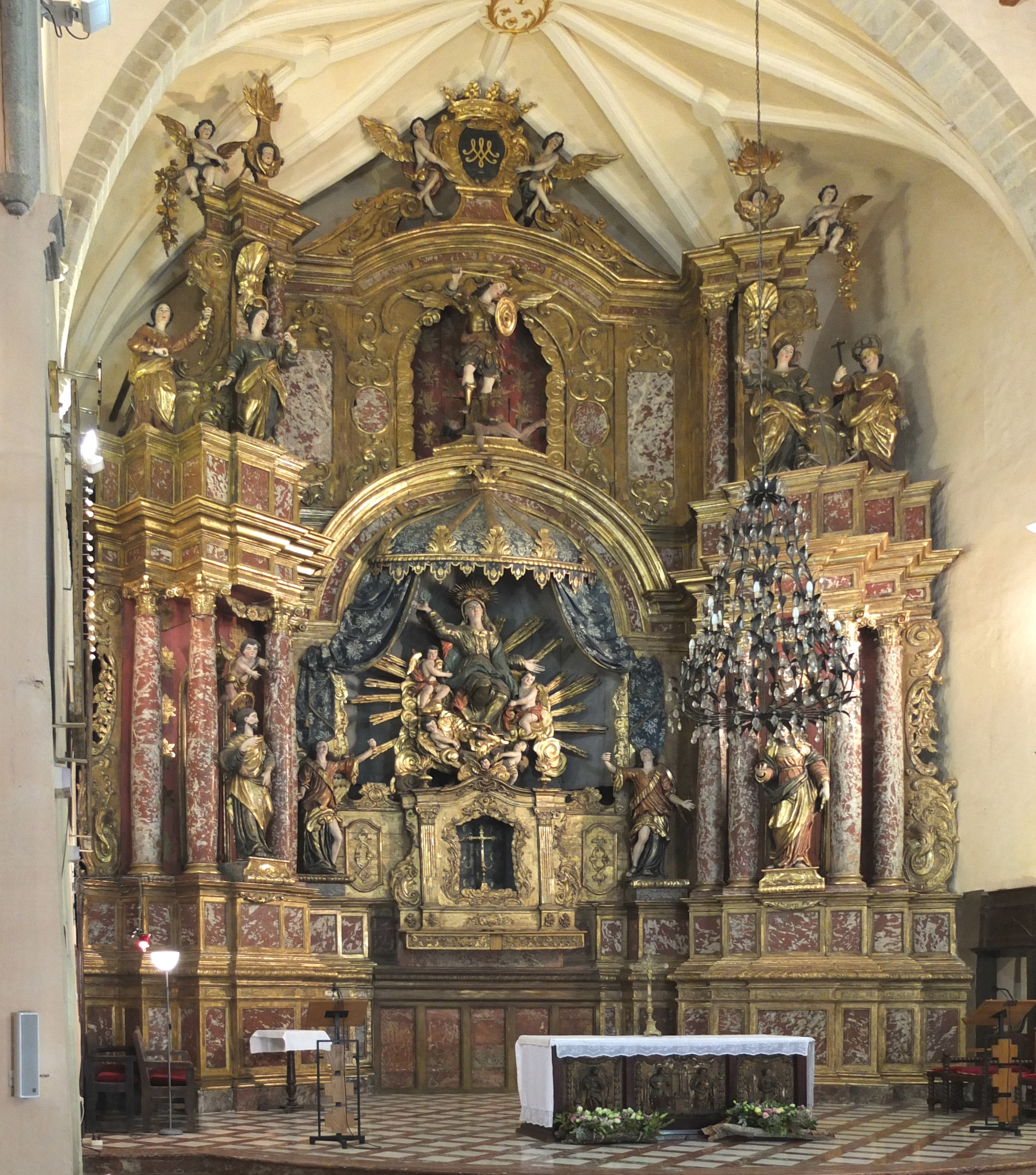
Notre-Dame del Prat: Hauptaltar

## Städtepartnerschaften
- Hürth (Deutschland) seit 1988
- Montgat (Katalonien) seit 1989

Die Partnerschaft mit der Stadt Hürth bei Köln wird auf beiden Seiten von Partnerschaftsvereinen gepflegt und ist dadurch recht lebendig. Auch führt das Collège dés Albères mit dem Ernst-Mach-Gymnasium einen Schüleraustausch mit gegenseitigen Kurzbesuchen durch.